# Facundo Bertoglio
Facundo Daniel Bertoglio (* 30. Juni 1990 in San José de la Esquina, Provinz Santa Fe) ist ein argentinischer ehemaliger Fußballspieler auf der Position eines offensiven Mittelfeldspielers.

## Karriere

### CA Colón
Nachdem der in der Provinz Santa Fe geborene Bertoglio bis 2009 im Nachwuchs seines Heimatklubs, dem CA Colón, aktiv war, wurde er für die Torneo Clausura 2009 erstmals in den Profikader des Vereins geholt. Beim Team, das seit geraumer Zeit am Spielbetrieb der argentinischen Primera División teilnimmt, kam Bertoglio im Alter von 18 Jahren am 2. Mai 2009 (UTC−3) zu seinem Profidebüt. Dabei wurde er bei der 0:2-Auswärtsniederlage seines Teams gegen die Argentinos Juniors in der 57. Spielminute für Nicolás Torres eingewechselt. Aufgrund seiner Leistungen in diesem Spiel wurde er bei seinen restlichen fünf Saisoneinsätzen von Spielbeginn an eingesetzt und machte bei seinem dritten Ligaeinsatz, einem 3:1-Auswärtssieg über den CD Godoy Cruz seine ersten Torvorlage im Profifußball. Eine weitere sollte bis zum Ende der Torneo Clausura 2009, in der es sein Team bis auf den vierten Tabellenplatz schaffte, folgen.
Mit den Leistungen des offensiven Mittelfeldakteurs zufrieden setzte ihn Colón-Trainer Antonio Mohamed für die nachfolgende Torneo Apertura 2009 als Stammspieler im Mittelfeld seines Teams ein, wobei es der 1,72 m große und wendige Rechtsfuß auf Einsätze in allen 19 Ligaspielen in dieser Spielzeit brachte. In den insgesamt 19 absolvierten Partien gelang Bertoglio auch sein erster Treffer in einer Profiliga, als er am 8. Oktober 2009 (UTC−3) bei einem 4:1-Heimerfolg über Arsenal de Sarandí in der 65. Minute nach einem Sololauf zur 3:1-Führung seines Teams traf. Nachdem das Team bereits in der vorhergegangenen Spielzeit auf den vierten Platz im Endklassement kam, errang der CA Colón unter Mithilfe von Bertoglio, der neben seinem Treffer auch drei weitere für seine Teamkollegen beisteuerte, den dritten Tabellenrang hinter dem CA Banfield (1.) und den Newell’s Old Boys (2.) und damit eine der besten Saisonplatzierungen seit Jahren.
Aufgrund der guten Leistungen in Clausura und Apertura 2009 schaffte man mit dem drittbesten Durchschnitt im Gesamtvergleich der Primera-División-Vereine den Einzug in die Copa Libertadores 2010. Dort angekommen schaffte es das Team allerdings nicht über die erste Runde, die eigentliche Qualifikationsrunde für den Hauptbewerb, hinaus und schied nach einem 3:2-Erfolg im Hinspiel und einer 2:3-Niederlage im Rückspiel im nachfolgenden Elfmeterschießen gegen den CD Universidad Católica aus Chile aus. Bertoglio wurde dabei in beiden Spielen seiner Mannschaft eingesetzt und erzielte unter anderem auch einen Treffer. Nachdem er auch in der Torneo Clausura 2010 gute Leistungen brachte und die einen oder anderen Offensivakzente setzten konnte, wurde der 19-Jährige, der bis zum Saisonende in 17 Partien eingesetzt wurde und dabei drei Tore erzielte und weitere vier Treffer vorbereitete, von verschiedenen nationalen wie auch internationalen Klubs umworben. Darunter fanden sich neben dem ukrainischen Klub Dynamo Kiew auch Atlético Madrid sowie weitere Vertreter aus der höchsten spanischen Spielklasse.
Letztlich sicherte sich allerdings Dynamo Kiew den Transfer des jungen argentinischen Offensivtalents und holte ihn im Mai 2010 für eine kolportierte Ablösesumme von fünf Millionen Euro nach Osteuropa. Dies war auch die höchste Summe, die der CA Colón jemals in der Vereinsgeschichte für einen Spieler bekommen hat. Beim ukrainischen Traditionsklub unterschrieb der 20-jährige Argentinier einen Vertrag mit einer Laufzeit von fünf Jahren.

### Dynamo Kiew
Zu seinem Pflichtspieldebüt dauerte es für Bertoglio allerdings noch knapp zwei Monate, ehe er schließlich am 17. Juli 2010 beim 2:1-Heimerfolg über Tawrija Simferopol zum Einsatz kam, dabei von Beginn an auflief und ab der zweiten Spielhälfte durch den etwa gleichaltrigen Denys Harmasch ersetzt wurde. Des Weiteren gelang ihm in seinem Debütspiel für den Hauptstadtklub in der 14. Spielminute eine Passvorlage für Roman Eremenkos 1:0-Führungstreffer. Danach folgten für den jungen Argentinier bis Mitte August 2010 weitere drei Einsätze in der höchsten Spielklasse der Ukraine, sowie ein Einsatz in der Qualifikation zur Champions League 2010/11. In diesem Bewerb debütierte er am 27. Juli 2010 beim 3:0-Hinspielsieg gegen die KAA Gent, als er in Minute 50 für Artem Milewskyj auf den Rasen kam und exakt 40 Minuten später wieder durch Leandro Almeida Silva ersetzt wurde.
Danach hatte Bertoglio vermehrt mit dem Verletzungspech zu kämpfen. So fiel er zuerst Ende Juli 2010 für rund zwei Wochen aufgrund von Oberschenkelproblemen aus und musste nur kurz darauf erneut wegen einer Knöchelverletzung mehr als ein Monat pausieren. Erst Ende Oktober 2010 kam er wieder zum Team zurück und wurde dabei gleich in einem Pokalspiel eingesetzt.
Um ihm diesen zu einem späteren Zeitpunkt zu ermöglichen, wurde Bertoglio von Februar 2012 bis Juni 2013 an den brasilianischen Erstligisten Grêmio Porto Alegre verliehen. Doch sein einziges Pflichtspiel für Grêmio absolvierte er am 20. Oktober 2012 beim 0:0-Unentschieden gegen Coritiba FC.
Im Juli 2013 wurde Bertoglio für die Saison 2013/14 an den französischen Erstligisten FC Évian Thonon Gaillard verliehen. Nach 14 Ligaeinsätzen für ETG bis zum Saisonende wurde er für die Spielzeit 2014/15 in sein Heimatland an CA Tigre ausgeliehen. In 22 Ligaspielen erzielte er für Tigre drei Tore.
Im Juli 2015 wechselte Bertoglio als Leihe zum griechischen Erstligisten Asteras Tripolis. Am Ende der Saison 2015/16 endete der Kontrakt mit Dynamo und die Leihe mit Asteras.

### Weitere Laufbahn
Zur Saison 2016/17 wechselte Bertoglio zunächst nach Zypern zu APOEL Nikosia. In der Saison konnte er mit dem Klub die First Division gewinnen (26 Spiele, fünf Tore). Im Februar 2018 ging er nach Kasachstan zu Ordabassy Schymkent bis zum Juli des Jahres. Dann ging Bertoglio zurück nach Griechenland zum PAS Lamia. Im Juli 2019 verließ er den Klub wieder. Seine nächste Station wurde der CA Aldosivi in seiner Heimat Argentinien. Im August 2020 unterzeichnete er beim Aris Saloniki und kehrte wieder nach Griechenland zurück.

### Nationalmannschaft
Aufgrund seiner guten Leistungen bei CA Colón wurde das offensive Mittelfeldtalent vom damaligen Teamchef und Jahrhundertfußballer Diego Maradona für ein freundschaftliches Länderspiel gegen Haiti in den A-Kader seines Heimatlandes berufen. Beim Spiel, welches am 5. Mai 2010 stattfand, war Bertoglio über die volle Spieldauer im Einsatz und erzielte in dieser Begegnung gleich zwei Treffer für sein Heimatland, welches das Spiel mit 4:0 gewann. Es blieb der einzige Einsatz für die A-Nationalmannschaft seines Heimatlandes.

## Erfolge
APOEL
- First Division: 2016/17